# Nauru Bwiema
Nauru Bwiema (Naurus sang) er Naurus nationalsang. Margaret Hendrie skrev teksten, og Laurence Henry Hicks komponerede musikken. Nauru tog sangen i brug som sin nationalsang i 1968.

## Naurisk tekst
Nauru bwiema, ngabena ma auwe.
Ma dedaro bwe dogum, mo otata bet egom.
Atsin ngago bwien okor, ama bagadugu
Epoa ngabuna ri nan orre bet imur.
Ama memag ma nan epodan eredu won engiden,
Miyan aema ngeiyin ouge,
Nauru eko dogin!

## Engelsk oversættelse
Nauru our homeland, the land we dearly love,
We all pray for you and we also praise your name.
Since long ago you have been the home of our great forefathers
And will be for generations yet to come.
We all join in together to honour your flag,
And we shall rejoice together and say;
Nauru for evermore!

## Dansk oversættelse
Nauru vort fædreland, landet vi elsker højt,
Vi beder alle for dig og priser dit navn.
I lang tid har du været vore store forfædres hjem
Og vil forblive det i kommende generationer
Vi går alle sammen for at ære dit flag,
Og vi skal glæde hinanden og sige;
Nauru for alltid!

## Eksterne links
- Instrumentalversion af nationalsangen Arkiveret 27. maj 2008 hos  Wayback Machine
- Noter Arkiveret 4. maj 2005 hos  Wayback Machine